# Mikkel Vedby Rasmussen
Mikkel Vedby Rasmussen (født 6. januar 1973 i Gentofte) er en dansk professor og tidligere også institutleder ved Institut for Statskundskab Københavns Universitet. Han er desuden tidligere dekan for Det Samfundsvidenskabelige Fakultet.
Vedby Rasmussen er uddannet cand.scient.pol. og ph.d. fra Københavns Universitet og desuden M.Sc. i International Relations ved London School of Economics and Political Science. Mikkel Vedby Rasmussen har tidligere været seniorforsker ved Dansk Institut for Internationale Studier. Han har særligt beskæftiget sig med sikkerhedspolitik, krigsteori og -strategi, fred og international orden samt europæisk integration indenfor forsvars- og sikkerhedspolitik, og han benyttes hyppigt som ekspert i danske medier om disse emner.
Fra 2006 til 2009 var han leder af Dansk Institut for Militære Studier (DIMS) sideløbende med sit lektorat ved Institut for Statskundskab. Ved nedlæggelsen af DIMS i september 2010 blev han udnævnt til professor mso og leder af det nyoprettede Center for Militære Studier (CMS) ved samme institut. I 2014-2015 var han kontorchef i Forsvarsministeriet, hvor han var leder af en udviklingsafdeling. Fra 2016 til 2019 var han leder af institut for statskundskab, Københavns Universitet, og fra 2019 til 2024 var Vedby Rasmussen dekan på Det Samfundsvidenskabelige Fakultet.